# Terenura
Genre
Terenura est un genre qui regroupe des oiseaux de la famille des Thamnophilidae.

## Liste d'espèces
D'après la classification de référence (version 14.1, 2024) du Congrès ornithologique international (ordre phylogénique) :
- Terenura maculata – Grisin à tête rayée
- Terenura sicki – Grisin de Sick